# Flip4Mac
Flip4Mac är ett varumärke för Telestream:s digitala mediaverktyg för Macintosh-plattformen. Ett av verktygen, Windows Media Components, är en QuickTime-komponent som möjliggör uppspelning av Windows Media-filer.

## Windows Media Components
Flip4Mac Windows Media Components är namnet på en insticksmodul för QuickTime som gör det möjligt att spela upp Windows Media-material på en Macintosh-dator. Insticksmodulen ger inget stöd för DRM-skyddade filer.
Codec-stöd enligt utvecklaren, den 2 oktober 2008:
- Ljud: WMA, WMA9 (Standard, Lossless och Professional), ISO MPEG Layer 3, Microsoft G.726, Microsoft IMA ADPCM, Microsoft G.711 aLaw, Microsoft G.711 uLaw samt Microsoft ADPCM.
- Video: Windows Media Video 7 (WMV1), Windows Media Video 8 (WMV2), Windows Media Video 9 Standard & Advanced (WMV3), ISO MPEG-4 V1.0 (MP4S), ISO MPEG-4 V1.1 (M4S2), Microsoft MPEG-4 V2 (MP42), Microsoft MPEG-4 V3 (MP43) samt Microsoft Motion JPEG (MJPG).

## Andra Windows Media-lösningar för Mac
- VLC